# Stalagnát

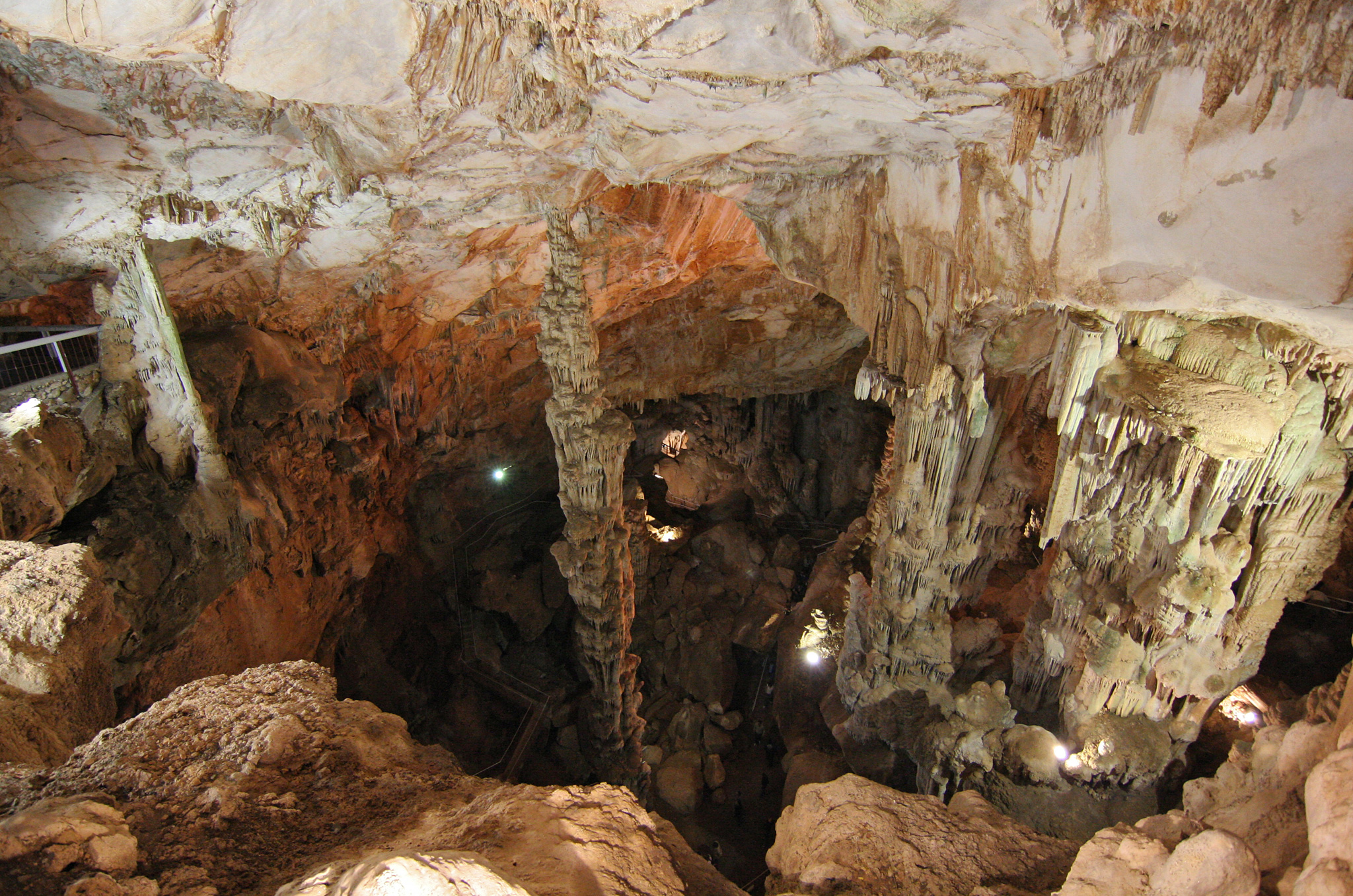
Obří stalagnát v Grotta di Ispinigoli, Itálie

Stalagnát je krápníkový sloup. Stalagnáty vznikají, jako jiné krasové jevy, díky chemické korozi málo odolných hornin, jako je vápenec, dolomit, mramor či sádrovec. Dochází k rozpouštění a následnému ukládání horniny, čímž vznikají krasové útvary. Krasový útvar (krápník) tvořící se na stropě jeskyně a rostoucí směrem dolů nazýváme stalaktit, naopak útvar vznikající na dně jeskyně a rostoucí směrem nahoru nazýváme stalagmit. Srůstem stalaktitu a stalagmitu vzniká krápníkový sloup, jejž nazýváme stalagnát. Stalagnát může vzniknout i tak, že stalaktit doroste až ke dnu nebo naopak stalagmit až ke stropu jeskyně. Barva útvarů záleží na minerálních příměsích ve vápencovém masívu, ty se okysličují a zbarvují krápníky. Železo propůjčuje hornině žlutou, růžovou a až červenou barvu; mangan šedou, modrošedou až černou. Čistě bílý krápník obsahuje jen uhličitan vápenatý – kalcit.